# Museurt
Museurt (Filago) er en planteslægt, som indeholder følgende arter:
| Arter |

- Agermuseurt (Filago arvensis)
- Gulgrå museurt (Filago lutescens)
- Kuglemuseurt (Filago vulgaris)
- Liden museurt (Filago minima)